# Yoko (Benin)
Yoko è un arrondissement del Benin situato nella città di Sakété (dipartimento dell'Altopiano) con 11.955 abitanti (dato 2006).